# Ulrike Bartholomäus

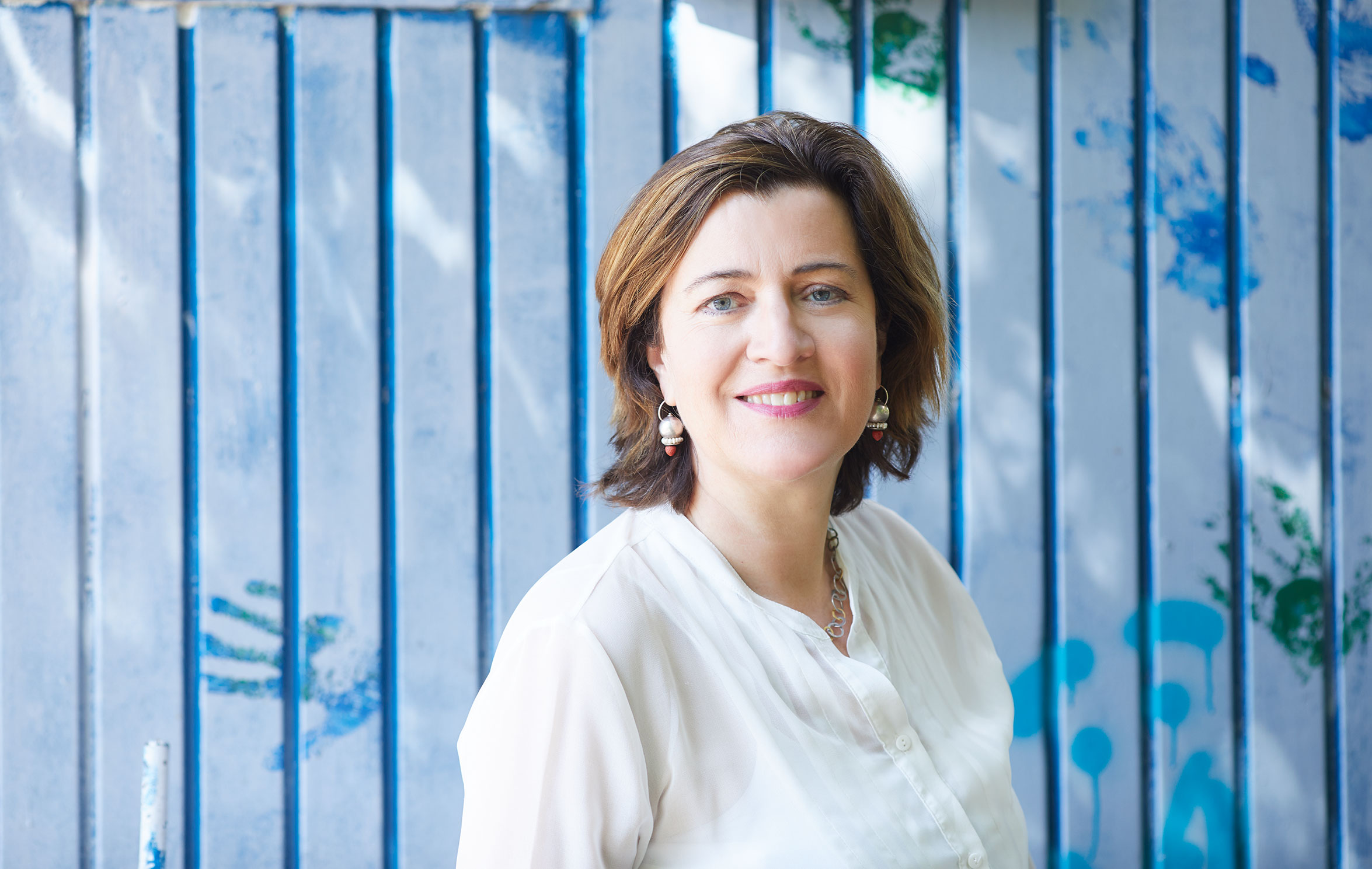
Foto: Laurence Chaperon

Ulrike Bartholomäus (* 1965 in Osnabrück) ist eine deutsche Wissenschaftsjournalistin, Autorin und Coach.

## Leben
Ulrike Bartholomäus studierte Linguistik, Jura und Sprachen in Heidelberg, Angers und Genf. Sie war 17 Jahre als Redakteurin für Focus im Ressort Forschung tätig, zuletzt als stellvertretende Ressortleiterin für Forschung und Technik. Sie arbeitet heute als Wissenschaftsjournalistin für verschiedene Medien und schreibt über Gesellschaft, Medizin, Politik, Kommunikation und Bildung. Ihr Buch Wozu nach den Sternen greifen, wenn man auch chillen kann?, erschienen im Berlin Verlag (Taschenbuch bei Piper), war 2019 ein Spiegel-Bestseller.
Ihre Bücher wurden in verschiedene Sprachen übersetzt.

## Privates
Bartholomäus ist mit dem Journalisten Kayhan Özgenç verheiratet und Mutter eines Kindes.

## Bücher
- Die Kunst, gute Gespräche zu führen: Kommunikation ist mehr als Sprache. Mosaik, 2016, ISBN 3-442-39282-9.
- L'arte di dialogare. Comunicare non solo a parole. Feltrinelli, 2018, ISBN 88-07-09109-7 (italienisch).
- Wozu nach den Sternen greifen, wenn man auch chillen kann. Berlin Verlag, 2019, ISBN 3-8270-1388-7 (broschiert).
- Ulrike Bartholomäus, Martin Kunz: Einfach nicht mehr Rauchen, Mosaik Verlag, 2000, ISBN 3-442-16305-6
- Wozu nach den Sternen greifen, wenn man auch chillen kann. Piper, 2021, ISBN 978-3-8270-1388-0 (Taschenbuch).